# Tupuru River
Tupuru River är en flod i norra Guyana. Den ligger i regionen Cuyuni-Mazaruni, i den del som Venezuela hävdar som Guayana Esequiba.